# Copidognathus speciosus
Copidognathus speciosus es una especie de ácaro marino del género Copidognathus, familia Halacaridae. Fue descrita científicamente por Lohmann en 1893.
Habita en el Atlántico tropical. Estas especies miden aproximadamente 0.2 - 2.0 mm.